# جان بيار ليفي
جان بيار ليفي (بالفرنسية: Jean-Pierre Lévy)‏ هو محامي ودبلوماسي فرنسي، ولد في 1935 في ميلوز في فرنسا.